# Laka Daisical
Laka Daisical (* 8. Januar 1953 in Oxford als Dorota Koch) ist eine britische Jazzpianistin und -sängerin.

## Leben und Wirken
Daisical lernte ab dem dritten Lebensjahr Klavier und hatte als Jugendliche auch Cellounterricht; im Schulorchester spielte sie auch Pauken. Zwischen 1974 und 1982 war sie in zahlreichen Rock- und Funkbands, aber auch in Big Bands aktiv. 1982 wurde sie Mitglied der Frauen-Jazzband Guest Stars, in deren aktueller Formation sie wieder aktiv ist. Mit den Guest Stars ging sie mehrfach international auf Tournee. Ab 1983 spielte sie daneben in der Band von Annie Whitehead;  auch arbeitete sie mit Kate Westbrook. Daneben tritt sie mit ihrem eigenen Quintett, im Popkontext mit den Electric Landladies, und gelegentlich auch mit Deirdre Cartwrights The Vortex auf.

## Diskographische Hinweise
- Annie Whitehead: Mix Up (Virgin, 1984)
- The Guest Stars: The Guest Stars (Eigelstein, 1985)
- The Guest Stars: Out At Night (Eigelstein, 1986)
- Kate Westbrook: Cuff Clout (Voiceprint, 2004)

## Lexigraphischer Eintrag
- Ian Carr, Digby Fairweather, Brian Priestley: The Rough Guide to Jazz 2004 (3. Auflage); ISBN 978-1843532569